# 2000 NBA Draft
2000 NBA Draft – National Basketball Association Draft, który odbył się 28 czerwca 2000 w Minneapolis. Oceniany jest jako jeden z najgorszych draftów ostatnich lat.

## Legenda
Pogrubiona czcionka – wybór do All-NBA Team.
|  | - występ w NBA All-Star Game. |

Gwiazdka (*) – członkowie Basketball Hall of Fame.

## Runda pierwsza
| Nr | Zawodnik                   | Narodowość        | Drużyna NBA                                                                                      | College/Drużyna                |
| -- | -------------------------- | ----------------- | ------------------------------------------------------------------------------------------------ | ------------------------------ |
| 1  | Kenyon Martin (PF)         | Stany Zjednoczone | New Jersey Nets                                                                                  | University of Cincinnati       |
| 2  | Stromile Swift (PF/C)      | Stany Zjednoczone | Vancouver Grizzlies                                                                              | Louisiana State University     |
| 3  | Darius Miles (SF/SG)       | Stany Zjednoczone | Los Angeles Clippers                                                                             | East St. Louis High School     |
| 4  | Marcus Fizer (PF)          | Stany Zjednoczone | Chicago Bulls                                                                                    | Iowa State University          |
| 5  | Mike Miller (SF/SG)        | Stany Zjednoczone | Orlando Magic                                                                                    | University of Florida          |
| 6  | DerMarr Johnson (SG/SF)    | Stany Zjednoczone | Atlanta Hawks                                                                                    | University of Cincinnati       |
| 7  | Chris Mihm (C/PF)          | Stany Zjednoczone | Chicago Bulls (sprzedany do Cleveland Cavaliers)                                                 | University of Texas            |
| 8  | Jamal Crawford (SG)        | Stany Zjednoczone | Cleveland Cavaliers (sprzedany do Chicago Bulls)                                                 | University of Michigan         |
| 9  | Joel Przybilla (C)         | Stany Zjednoczone | Houston Rockets (sprzedany do Milwaukee Bucks)                                                   | University of Minnesota        |
| 10 | Keyon Dooling (SG)         | Stany Zjednoczone | Orlando Magic (z Denver, sprzedany do Los Angeles Clippers)                                      | University of Missouri         |
| 11 | Jérome Moïso (PF)          | Francja           | Boston Celtics                                                                                   | UCLA                           |
| 12 | Etan Thomas (PF/C)         | Stany Zjednoczone | Dallas Mavericks                                                                                 | University of Syracuse         |
| 13 | Courtney Alexander (SG)    | Stany Zjednoczone | Orlando Magic (sprzedany do Dallas Mavericks)                                                    | California State University    |
| 14 | Mateen Cleaves (PG)        | Stany Zjednoczone | Detroit Pistons                                                                                  | Michigan State University      |
| 15 | Jason Collier (C)          | Stany Zjednoczone | Milwaukee Bucks (sprzedany do Houston Rockets)                                                   | Georgia Institut of Technology |
| 16 | Hedo Türkoğlu (SF)         | Turcja            | Sacramento Kings                                                                                 | Efes Pilsen                    |
| 17 | Desmond Mason (SF/SG)      | Stany Zjednoczone | Seattle SuperSonics                                                                              | Oklahoma State University      |
| 18 | Quentin Richardson (SF/SG) | Stany Zjednoczone | Los Angeles Clippers (z Toronto Raptors via Atlanta Hawks, Philadelphia 76ers i New York Knicks) | DePaul University              |
| 19 | Jamaal Magloire (C)        | Kanada            | Charlotte Hornets                                                                                | University of Kentucky         |
| 20 | Speedy Claxton (PG)        | Stany Zjednoczone | Philadelphia 76ers                                                                               | Hofstra University             |
| 21 | Morris Peterson (SF/SG)    | Stany Zjednoczone | Toronto Raptors (z Minnesota Timberwolves)                                                       | Michigan State University      |
| 22 | Donnell Harvey (SF)        | Stany Zjednoczone | New York Knicks (sprzedany do Dallas Mavericks)                                                  | University of Florida          |
| 23 | DeShawn Stevenson (SG)     | Stany Zjednoczone | Utah Jazz (z Miami Heat)                                                                         | Washington Union High School   |
| 24 | Dalibor Bagarić (C)        | Chorwacja         | Chicago Bulls (z San Antonio Spurs)                                                              | Benston Zagrzeb                |
| 25 | Iakovos Tsakalidis (C)     | Grecja            | Phoenix Suns                                                                                     | AEK BC                         |
| 26 | Mamadou N’Diaye (C)        | Senegal           | Denver Nuggets (z Utah Jazz)                                                                     | Auburn University              |
| 27 | Primož Brezec (C)          | Słowenia          | Indiana Pacers                                                                                   | Union Olimpija                 |
| 28 | Erick Barkley (PG)         | Stany Zjednoczone | Portland Trail Blazers                                                                           | St. John’s University          |
| 29 | Mark Madsen (PF)           | Stany Zjednoczone | Los Angeles Lakers                                                                               | Stanford University            |

Gracze spoza pierwszej rundy tego draftu, którzy wyróżnili się w czasie gry w NBA to: Michael Redd (wybrany do All-NBA Team, występ w NBA All-Star Game), Eduardo Nájera, Eddie House, Jake Voskuhl.